# Harrijärvi (Jukkasjärvi socken, Lappland, 757746-173177)
Harrijärvi är en sjö i Kiruna kommun i Lappland och ingår i Torneälvens huvudavrinningsområde. Sjön har en area på 0,214 kvadratkilometer och ligger 453 meter över havet. Harrijärvi ligger i Torneträsk-Soppero fjällurskog Natura 2000-område. Sjön avvattnas av vattendraget Harrijoki.

## Delavrinningsområde
Harrijärvi ingår i det delavrinningsområde (757527-173593) som SMHI kallar för Mynnar i Verkasjoki. Medelhöjden är 463 meter över havet och ytan är 51,18 kvadratkilometer. Det finns inga avrinningsområden uppströms utan avrinningsområdet är högsta punkten. Harrijoki som avvattnar avrinningsområdet har biflödesordning 4, vilket innebär att vattnet flödar genom totalt 4 vattendrag innan det når havet efter 394 kilometer. Avrinningsområdet består mestadels av skog (67 procent) och sankmarker (29 procent). Avrinningsområdet har 0,88 kvadratkilometer vattenytor vilket ger det en sjöprocent på 1,7 procent.